# Antoine Allut
Antoine Allut (* 23. Oktober 1743 in Montpellier; † 25. Juni 1794 Paris) war ein französischer Glasmanufakteur, Advokat, Politiker und Enzyklopädist.

## Leben und Wirken
Sein Vater war der Glasmanufakteur Antoine Allut, senior (1721–1786) und die Mutter Jeanne Bénédicte Imbert (ca. 1724–1746), das Paar war seit dem 15. Januar 1743 miteinander verheiratet und hatte drei Kinder. 
Antoine Allut hatte noch zwei Schwestern die spätere Schriftstellerin und Ehefrau von Jean Verdier die Suzanne Verdier (1745–1813) und die Elisabeth Allut (1746–1748).
Der Vater hatte den Theologen und Enzyklopädisten Jean Pestré als Hauslehrer für seine Kinder beschäftigt.
Am 18. September 1764 heiratete Antoine Allut seine zukünftige Ehefrau Marguerite Angélique Pomier. 
Aus dieser Ehe entstammte eine Tochter die Justine Allut.
Sein Vater war ein Glasmanufakteur – La manufacture de Glaces de Rouelles (Haute-Marne) – und so beschäftigte sich Allut ausgiebig mit der Erforschung von Gläsern, da er die väterliche Manufaktur übernahm. 
Ab 1761 arbeitete er intensiv in der Glasfabrik von seinem Vater.
Dies verschaffte ihm, im Jahre 1766, auch Zugang zur Académie des sciences et lettres de Montpellier. 
Im Jahre 1766 übernahm er dann auch die Leitung des Familienbetriebs, der Glasmanufaktur in Rouelles (Region Champagne-Ardenne).
Er stand auch mit Georges-Louis Leclerc de Buffon und Louis Bernard Guyton de Morveau im Briefwechsel.
Im Jahre 1770 zog er nach Uzès und wurde ein Anwalt, advocat. Allut beteiligte sich aktiv an der Französischen Revolution. Er wurde im Jahre 1791 Mitglied der Gesetzgebenden Versammlung, député à l’Assemblée Législative, genauer besaß er das Mandats à l’Assemblée nationale ou à la Chambre des députés vom 9. September 1791 bis zum 20. September 1792.
Er redigierte die Artikel Manufactures des glases für die Encyclopédie von Denis Diderot.
Er wurde am Mittwoch, den 25. Juni 1794, guillotiniert. Sein Leichnam wurde auf dem Pariser Friedhof Cimetière de Picpus bestattet.

## Werke (Auswahl)
- Mes réflexions. Paris, 1792